# Los cabecicubos
Los cabecicubos es el séptimo álbum de la historieta Superlópez, está dividido en ocho capítulos que son La cuadratura del huevo (cosas de huevos), La cuadratura del huevo (los huevos cuadrados), "Hexaedrus epidemicus", La cuadratura del partido, ¡Hexaedros al poder!, El principio del fin..., Empiezan los tiros... y El fin de la epidemia.
En este álbum Jan sigue con la tendencia argumental iniciada en Los alienígenas con el uso fantásticos mostrando una crítica a la política extremista y al militarismo. El álbum está ambientado en la Transición española.
Este álbum es valorado por algunos fanes como el mejor de las historietas de Superlópez.

## Trayectoria editorial
En Alemania, donde el personaje recibió el nombre de Super-Meier, la editorial Condor Verlag publicó en 1984 los primeros capítulos de esta aventura en su noveno número, utilizando para la portada una realizada por Jan que no se publicó en España, mientras que la portada de este álbum fue utilizada en el octavo número y los números finales en el décimo.